# Lorenzo Vigas
Lorenzo Vigas Castes (Mérida, 1967) es un director, guionista y productor de cine venezolano.

## Biografía

### Formación académica
Tuvo formación científica y estudió biología molecular en la Universidad de Tampa.
Hizo estudios de cine en la Universidad de Nueva York, en 1995, y en Estados Unidos dirigió numerosas películas experimentales.

### Carrera
De vuelta a Venezuela, en 1998, dirigió la serie de documentales Expedición para la RCTV y también otros doumentales y anuncios comerciales. Posteriormente se mudó a México, donde rodó en 2003 el documental Los elefantes nunca olvidan, producido por Guillermo Arriaga Jordán. Este cortometraje fue exhibido en el Festival de Cannes.
Con su primera película, Desde allá, Vigas ganó el León de oro a la mejor película en el LXXII Festival Internacional de Cine de Venecia, convirtiéndose en el primer latinoamericano en ganar este premio. La película tiene un trasfondo homosexual: la relación entre un protésico dental (Armando, interpretado por Alfredo Castro) y un pandillero (Élder, interpretado por el actor novel Luis Silva).
En julio de 2016 fue nombrado miembro del jurado de la LXXIII edición del Festival de Venecia.
En el 2021 estreno su segunda película la cual lleva por título La caja, una producción mexicana que trata temas como el paso de emigrantes, la pobreza, y la exclusión social.

## Vida personal
Es hijo del pintor Oswaldo Vigas. 

## Filmografía
- Los elefantes nunca olvidan, 2004 (cortometraje).
- Desde allá, 2015.
- El Vendedor de orquídeas, 2016.
- La caja, 2021[5]

## Premios y nominaciones
Festival Internacional de Cine de Venecia
| Año  | Categoría   | Película   | Resultado |
| ---- | ----------- | ---------- | --------- |
| 2015 | León de Oro | Desde allá | Ganador   |

Festival Internacional de Cine de San Sebastián
| Año  | Categoría                          | Película   | Resultado |
| ---- | ---------------------------------- | ---------- | --------- |
| 2015 | Premio Horizontes-Mención especial | Desde allá | Ganador   |

Thessaloniki International Film Festival
| Año  | Categoría   | Película   | Resultado |
| ---- | ----------- | ---------- | --------- |
| 2015 | Mejor Guion | Desde allá | Ganador   |

Havanna Film Festival
| Año  | Categoría                | Película   | Resultado |
| ---- | ------------------------ | ---------- | --------- |
| 2015 | Premio Coral Ópera Prima | Desde allá | Ganador   |

International Film Festival of Panama
| Año  | Categoría                                                        | Película   | Resultado |
| ---- | ---------------------------------------------------------------- | ---------- | --------- |
| 2016 | Premio del Público a la Mejor Película Iberoamericana de Ficción | Desde allá | Ganador   |

Lima Latin American Film Festival
| Año  | Categoría                           | Película   | Resultado |
| ---- | ----------------------------------- | ---------- | --------- |
| 2016 | Premio del Jurado al Mejor Director | Desde allá | Ganador   |

Festival de La Crítica Cinematográfica de Caracas (Caracas Movie Critics' Film Festival)
| Año  | Categoría         | Película   | Resultado |
| ---- | ----------------- | ---------- | --------- |
| 2016 | Premio del Jurado | Desde allá | Ganador   |

Lisbon & Estoril Film Festival
| Año  | Categoría                                   | Película | Resultado |
| ---- | ------------------------------------------- | -------- | --------- |
| 2021 | Gran Premio del Jurado João Bénard da Costa | La Caja  | Ganador   |

Lisbon & Estoril Film Festival
| Año  | Categoría   | Película | Resultado |
| ---- | ----------- | -------- | --------- |
| 2021 | Mejor Guion | La Caja  | Ganador   |

Festival Internacional de Cine de Venecia
| Año  | Categoría                      | Película | Resultado |
| ---- | ------------------------------ | -------- | --------- |
| 2021 | Segnalazione Cinema por UNICEF | La Caja  | Ganador   |

Azeméis Film Festival
| Año  | Categoría      | Película | Resultado |
| ---- | -------------- | -------- | --------- |
| 2022 | Mejor película | La Caja  | Ganador   |